# Neogymnobates multipilosus
Neogymnobates multipilosus är en kvalsterart som först beskrevs av Ewing 1907.  Neogymnobates multipilosus ingår i släktet Neogymnobates och familjen Ceratozetidae. Inga underarter finns listade i Catalogue of Life.